# Frank-Lothar Kroll
Pour les articles homonymes, voir Kroll.
Franck Lothar Kroll (né le 17 décembre 1959 à Aix-la-Chapelle) est un historien allemand moderne. Il est professeur d'histoire européenne des XIXe et XXe siècles à l'Université Technique de Chemnitz.

## Biographie
Kroll étudie l'histoire, l'histoire de l'art, l'allemand, la philosophie et les études religieuses à l'Université rhénane Frédéric-Guillaume de Bonn et à l'Université de Cologne (Magister). Au cours de ses études, il devient membre du Bonner Wingolf (de). Son mémoire de maîtrise, Das Ornament in der Kunsttheorie des 19. Jahrhunderts (livre version 1987), il écrit avec l'historien de l'art Heinrich Lützeler (de), élève de Max Scheler. La même année, Kroll publie le Festschrift pour Heinrich Lützeler à l'occasion de son 85e anniversaire et en 2008 écrit une notice biographique traitant de la résistance de Lützeler au national-socialisme.
Kroll obtient son doctorat en 1987 et son habilitation en 1995 à l'Université Friedrich-Alexander d'Erlangen-Nuremberg avec la thèse Friedrich Wilhelm IV. und das Staatsdenken der deutschen Romantik. Le travail est révisé par Gregor Schöllgen (de), Werner Goez (de), Helmut Altrichter (de) et Hans-Ulrich Thamer (de). Il reçoit la Venia Legendi d'histoire moderne et contemporaine et devient conférencier privé. Il est ensuite professeur intérimaire d'histoire moderne et contemporaine à l'Université technique de Dresde et à Erlangen. Depuis 2004, Kroll est titulaire de la chaire d'histoire européenne des XIXe et XXe siècles à la Faculté de Philosophie de l'Université de technologie de Chemnitz.
L'objectif principal du travail académique de Kroll est l'histoire de la Prusse, l'histoire comparée de l'Allemagne (Prusse, Saxe, Hesse), l'histoire du national-socialisme et de la résistance allemande au régime nazi, et dernièrement de plus en plus aussi les questions de l'histoire comparée de la monarchie européenne et de la dynastie. Kroll est membre à part entière de la Commission historique prussienne depuis 1999 et en est le président par intérim depuis 2006. Au nom de la commission, avec Ulrike Höroldt et Hans-Christof Kraus, il publie la revue Forschungen zur Brandenburgischen und Preußischen Geschichte (FBPG). Au cours de ses activités d'enseignement à Chemnitz, Kroll élargit son domaine de recherche pour inclure l'histoire de l'Angleterre et l'histoire des relations germano-russes. En 2011, il est élu président de la Société Prince-Albert (de) - une association internationale basée à Cobourg, qui vise à étudier scientifiquement les relations anglo-allemandes d'un point de vue historique et culturel. Depuis lors, Kroll publie les actes de conférence de la Société (Prinz-Albert-Studien) et ses résultats de recherche (Prinz-Albert-Forschungen).
Depuis 2009, Kroll s'engage à développer les relations de l'Université de technologie de Chemnitz avec la Russie. Il est l'initiateur de l'accord de coopération entre l'Université de Chemnitz et l'Université d'État de Voronej,. Ses efforts se concentrent sur la recherche des relations de la Russie avec l'Europe dans l'intérêt d'une meilleure compréhension entre les deux parties.
Kroll est membre du conseil d'administration de la Société Ranke (de) et de l'Académie Herrnhut pour l'éducation politique et culturelle. Depuis 2016, il est président du conseil consultatif scientifique de la Fondation fédérale pour la fuite, l'expulsion et la réconciliation (de). Il est membre du conseil consultatif d'institutions de recherche historique renommées, telles que l'Institut d'histoire contemporaine (IfZ) de Munich, l'Institut historique allemand de Varsovie (de) ou la Communauté de recherche du 20 juillet (de), une association de descendants d'assassins d'Hitler qui s'est fixé pour objectif d'intégrer la cause de la résistance au national-socialisme dans le discours social actuel. Les études de Kroll sur la résistance allemande sont collectées depuis 2017. Jusqu'en 2011, Kroll est membre du conseil d'administration de la fondation à la mémoire de Wolf-Erich Kellner (de).
Kroll est l'auteur de 16 livres et 150 articles et éditeur de plus de 50 anthologies. De 1990 à 2006, il est co-éditeur de la Zeitschrift für Ästhetik und Allgemeine Kunstwissenschaft, il est co-éditeur des Archiv für Kulturgeschichte (de) et du Jahrbuch Politisches Denken (de), l'organe de publication de la Société allemande pour l'étude de la pensée politique (de) (DGEPD), dont il est le deuxième président depuis 2015 . Depuis 2000, il publie la série Literarische Landschaften pour le compte de la Fondation culturelle des expulsés allemands (de). Avec son collègue de Chemnitz Matthias Niedobitek (de), Kroll fondé les Chemnitzer Europastudien (de), qu'il publie en tant que coéditeur depuis 2005. Sept volumes de la série Biographische Studien zum 20. Jahrhundert, fondée par Kroll et publiée par be-bra verlag, sont parus à ce jour.
Kroll donne régulièrement des conférences à la Fondation Konrad-Adenauer.
Kroll est critiqué en 2013 parce qu'il évalue une thèse soumise par Sebastian Maaß (de) comme bonne (cum laude). Le travail est ensuite retiré en raison d'allégations selon lesquelles il est partiellement engagé dans des apologétiques d'extrême droite.
En 2021, en tant que coéditeur et auteur de l'anthologie Die Hohenzollerndebatte, Kroll a apporté une contribution controversée à la discussion sur les demandes d'indemnisation des Hohenzollern (de). Des commentaires dans le FAZ et dans le Spiegel critiquent l'orientation favorable à Hohenzollern de la publication et le choix des mots de Kroll.

## Travaux (sélection)

### monographies
- Das Ornament in der Kunsttheorie des 19. Jahrhunderts (= Studien zur Kunstgeschichte, Band 42). Olms, Hildesheim [u. a.] 1987,  (ISBN 3-487-07836-8).
- Friedrich Wilhelm IV. und das Staatsdenken der deutschen Romantik (= Dissertation, Universität Köln, 1987/Einzelveröffentlichungen der Historischen Kommission zu Berlin, Band 72). Colloquium-Verlag, Berlin 1990,  (ISBN 3-7678-0778-5).
- Utopie als Ideologie. Geschichtsdenken und geschichtliches Handeln im Dritten Reich (= Habilitation, Universität Erlangen, 1995). Schöningh, Paderborn [u. a.] 1998,  (ISBN 3-506-74827-0).
- Das geistige Preußen. Zur Ideengeschichte eines Staates. Schöningh, Paderborn [u. a.] 2001,  (ISBN 3-506-74829-7).
- Preußische Facetten (= Schriftenreihe des Preußeninstituts, Heft 11). Preußeninstitut, Remscheid 2002,  (ISBN 3-933421-04-7).
- Kultur, Bildung und Wissenschaft im 20. Jahrhundert (= Enzyklopädie deutscher Geschichte, Band 65). Oldenbourg, München 2003,  (ISBN 3-486-55002-0).
- Geschichte Hessens (= Beck’sche Reihe, 2607). Beck, München 2006,  (ISBN 978-3-406-53606-9).
- Hessen. Eine starke Geschichte, Theiss, Stuttgart 2006,  (ISBN 978-3-8062-2004-9).
- Die Hohenzollern (= Beck’sche Reihe, 2426). Beck, München 2008,  (ISBN 978-3-406-53626-7).
- Intellektueller Widerstand im Dritten Reich. Heinrich Lützeler und der Nationalsozialismus (= Wissenschaftliche Abhandlungen und Reden zur Philosophie, Politik und Geistesgeschichte, Band 51). Duncker & Humblot, Berlin 2008,  (ISBN 978-3-428-12822-8).
- Geschichtswissenschaft in politischer Absicht. Hans-Joachim Schoeps und Preußen (= Wissenschaftliche Abhandlungen und Reden zur Philosophie, Politik und Geistesgeschichte, Band 61). Duncker & Humblot, Berlin 2010,  (ISBN 978-3-428-13434-2).
- Rousseau in Preußen und Russland. Zur Geschichte seiner Wirkung im 18. Jahrhundert. Duncker & Humblot, Berlin 2012,  (ISBN 978-3-428-14033-6).
- Geburt der Moderne. Politik, Gesellschaft und Kultur vor dem Ersten Weltkrieg (= Deutsche Geschichte im 20. Jahrhundert, Band 1/Schriftenreihe der Bundeszentrale für Politische Bildung, Band 1340). Be.bra Verlag, Berlin 2013,  (ISBN 978-3-89809-401-6).
- Geschichte Sachsens (= C.H. Beck Wissen, Band 2613). C.H. Beck, München 2014,  (ISBN 978-3-406-60524-6).
- Totalitäre Profile. Zur Ideologie des Nationalsozialismus und zum Widerstandspotenzial seiner Gegner. be.bra wissenschaftsverlag, Berlin 2017,  (ISBN 978-3-95410-058-3).
- Chemnitz. Kleine Stadtgeschichte. Verlag Friedrich Pustet, Regensburg 2019,  (ISBN 978-3-7917-3028-8) (Zusammen mit Martin Clauss (de)).

### rédactions (sélection)
- Wege zur Kunst und zum Menschen. Festschrift für Heinrich Lützeler zum 85. Geburtstag. Bouvier, Bonn 1987,  (ISBN 3-416-02010-3).
- Neue Wege der Ideengeschichte. Festschrift für Kurt Kluxen zum 85. Geburtstag. Schöningh, Paderborn/München/Wien/Zürich 1996,  (ISBN 3-506-74826-2).
- Flucht und Vertreibung in der Literatur nach 1945. Gebrüder Mann, Berlin 1997,  (ISBN 3-7861-1968-6).
- Schlesien. Literarische Spiegelungen im Werk der Dichter (= Literarische Landschaften, Band 1). Duncker & Humblot, Berlin 2000,  (ISBN 3-428-10066-2).
- Böhmen. Vielfalt und Einheit einer literarischen Provinz (= Literarische Landschaften, Band 2). Duncker & Humblot, Berlin 2000,  (ISBN 3-428-10127-8).
- Deutsche Autoren des Ostens als Gegner und Opfer des Nationalsozialismus. Beiträge zur Widerstandsproblematik (= Literarische Landschaften, Band 3). Duncker & Humblot, Berlin 2000,  (ISBN 3-428-10293-2).
- Ostpreußen. Facetten einer literarischen Landschaft (= Literarische Landschaften, Band 4). Duncker & Humblot, Berlin 2001,  (ISBN 3-428-10476-5).
- Macht- oder Kulturstaat? Preußen ohne Legende. Berlin Verlag Arno Spitz, Berlin 2002,  (ISBN 3-8305-0267-2) (Zusammen mit Bernd Heidenreich).
- Die totalitäre Erfahrung. Deutsche Literatur und Drittes Reich (= Literarische Landschaften, Band 5). Duncker & Humblot, Berlin 2003,  (ISBN 3-428-11277-6).
- Kurt Kluxen: England in Europa. Studien zur britischen Geschichte und zur politischen Ideengeschichte der Neuzeit (= Historische Forschungen, Band 77). Duncker & Humblot, Berlin 2003,  (ISBN 3-428-10599-0).
- Theodor Fontane – Dichter der deutschen Einheit. BWV, Berlin 2003,  (ISBN 3-8305-0295-8) (Zusammen mit Bernd Heidenreich).
- Die Herrscher Sachsens. Markgrafen, Kurfürsten, Könige 1089–1918. Beck, München 2004,  (ISBN 3-406-52206-8).
- Die kupierte Alternative. Konservativismus in Deutschland nach 1945 (= Studien und Texte zur Erforschung des Konservatismus, Band 6). Duncker & Humblot, Berlin 2005,  (ISBN 3-428-11781-6).
- Europäische Dimensionen deutschbaltischer Literatur (= Literarische Landschaften, Band 6). Duncker & Humblot, Berlin 2005,  (ISBN 3-428-11761-1).
- Bismarck und die Deutschen. BWV, Berlin 2005,  (ISBN 3-8305-0939-1) (Zusammen mit Hans-Christof Kraus und Bernd Heidenreich).
- Italien und Preußen. Dialog der Historiographien (= Reihe der Villa Vigoni, Band 18). Niemeyer, Tübingen 2005,  (ISBN 3-484-67018-5) (Zusammen mit Christiane Liermann und Gustavo Corni (de)).
- Vertreibung und Minderheitenschutz in Europa (= Chemnitzer Europastudien, Band 1). Duncker & Humblot, Berlin 2005,  (ISBN 3-428-11833-2) (Zusammen mit Matthias Niedobitek (de)).
- Wahl und Krönung. Societäts Verlag, Frankfurt am Main 2006,  (ISBN 978-3-7973-0945-7) (Zusammen mit Bernd Heidenreich).
- Preußens Herrscher. Von den ersten Hohenzollern bis Wilhelm II. (= Beck’sche Reihe, 1683) 2. Auflage, Beck, München 2009,  (ISBN 978-3-406-54129-2).
- Europas verlorene und wiedergewonnene Mitte. Das Ende des Alten Reiches und die Entstehung des Nationalitätenproblems im östlichen Mitteleuropa (= Chemnitzer Europastudien, Band 11). Duncker & Humblot, Berlin 2011,  (ISBN 978-3-428-13314-7) (Zusammen mit Hendrik Thoß (de)).
- Schriftsteller und Widerstand. Facetten und Probleme der „Inneren Emigration“. Wallstein-Verlag, Göttingen 2012,  (ISBN 978-3-8353-1042-1) (Zusammen mit Rüdiger von Voss (de)).
- Deutsche Englandreisen/German Travels to England. 1550–1900 (= Prinz-Albert-Studien, Band 30). Duncker & Humblot, Berlin 2014,  (ISBN 978-3-428-14447-1) (Zusammen mit Martin Munke (de)).
- Sachsen und Böhmen. Perspektiven ihrer historischen Verflechtung (= Chemnitzer Europastudien, Band 16). Duncker & Humblot, Berlin 2014,  (ISBN 978-3-428-13963-7) (Zusammen mit Martin Munke und Miloš Řezník (de)).
- Die Reise nach Russland. Wahrnehmungen und Erfahrungsberichte aus fünf Jahrhunderten (= Chemnitzer Europastudien, Band 17). Duncker & Humblot, Berlin 2014,  (ISBN 978-3-428-14026-8) (Zusammen mit Martin Munke).
- Ideologie und Verbrechen. Kommunismus und Nationalsozialismus im Vergleich. Fink, Paderborn 2014,  (ISBN 978-3-7705-5639-7) (Zusammen mit Barbara Zehnpfennig).
- Inszenierung oder Legitimation?/Monarchy and the Art of Reprensentation. Die Monarchie in Europa im 19. und 20. Jahrhundert. Ein deutsch-englischer Vergleich (= Prinz-Albert-Studien, Band 31). Duncker & Humblot, Berlin 2015,  (ISBN 978-3-428-14455-6) (Zusammen mit Dieter J. Weiß (de)).
- Hannover – Coburg-Gotha – Windsor. Probleme und Perspektiven einer vergleichenden deutsch-britischen Dynastiegeschichte vom 18. bis in das 20. Jahrhundert/Problems and perspectives of a comparative German-British dynastic history from the 18th to the 20th century (= Prinz-Albert-Studien, Band 32). Duncker & Humblot, Berlin 2015,  (ISBN 978-3-428-14598-0).
- Historiker und Archivar im Dienste Preußens. Festschrift für Jürgen Kloosterhuis. Duncker & Humblot, Berlin 2015,  (ISBN 978-3-428-14716-8) (Zusammen Hans-Christof Kraus).
- Volker Sellin: Politik und Gesellschaft. Abhandlungen zur europäischen Geschichte. De Gruyter Oldenbourg, Berlin/Boston 2015,  (ISBN 978-3-11-036335-7).
- Kunst in Preußen – preußische Kunst? (= Forschungen zur Brandenburgischen und Preußischen Geschichte, Beiheft 13/1: Preußen in seinen künstlerischen Ausdrucksformen, Band 1). Duncker & Humblot, Berlin 2016,  (ISBN 978-3-428-14863-9) (Zusammen mit Peter Betthausen).
- Musik in Preußen – preußische Musik? (= Forschungen zur Brandenburgischen und Preußischen Geschichte, Beiheft 13/2: Preußen in seinen künstlerischen Ausdrucksformen, Band 2). Duncker & Humblot, Berlin 2016,  (ISBN 978-3-428-14994-0) (Zusammen mit Hendrik Thoß (de)).
- Literatur in Preußen – preußische Literatur? (= Forschungen zur Brandenburgischen und Preußischen Geschichte, Beiheft 13/3: Preußen in seinen künstlerischen Ausdrucksformen, Band 3). Duncker & Humblot, Berlin 2016,  (ISBN 978-3-428-14978-0) (Zusammen mit Hans-Christof Kraus).
- Zwei Staaten, eine Krone. Die polnisch-sächsische Union 1697–1763. be.bra wisschaft verlag GmbH, Berlin 2016,  (ISBN 978-3-95410-057-6) (Zusammen mit Hendrik Thoß).
- Der Erste Weltkrieg in der deutschen und britischen Erinnerungskultur/The First World War in British and German Commemorative Culture (= Prinz-Albert-Studien, Band 33). Duncker & Humblot, Berlin 2017,  (ISBN 978-3-428-15203-2) (Zusammen mit Jasmin Hain und Martin Munke (de)).
- Rudolf Boch: Arbeiter – Wirtschaftsbürger – Staat. Abhandlungen zur Industriellen Welt. De Gruyter Oldenbourg, Berlin/Boston 2017,  (ISBN 978-3-11-053219-7).
- Deutschland und die Britischen Inseln im Reformationsgeschehen. Vergleich, Transfer, Verflechtungen (= Prinz-Albert-Studien, Band 34). Duncker & Humblot, Berlin 2018,  (ISBN 978-3-428-15409-8) (Zusammen mit Glyn Redworth und Dieter J. Weiß (de)).
- Der Wiener Kongress und seine Folgen/The Congress of Vienna and its Aftermaths. Großbritannien, Europa und der Friede im 19. und 20. Jahrhundert/Great Britain, Europe and Peace in the 19th and 20th Century (= Prinz-Albert-Studien, Band 35). Duncker & Humblot, Berlin 2019,  (ISBN 978-3-428-15811-9) (Zusammen mit Carl-Christian Dressel (de) und Glyn Redworth).
- Für Freiheit, Recht, Zivilcourage. Der 20. Juli 1944. be.bra wissenschaft verlag, Berlin 2020,  (ISBN 978-3-95410-265-5) (Zusammen mit Rüdiger von Voss (de)).
- Die Hohenzollerndebatte. Beiträge zu einem geschichtspolitischen Streit. Verlag Duncker & Humblot, Berlin 2021,  (ISBN 978-3-428-18392-0) (Zusammen mit Christian Hillgruber (de) und Michael Wolffsohn).

### éditions/autres (sélection)
- Adenauer und die Hohen Kommissare 1949–1951. Bearbeitet von Frank-Lothar Kroll und Manfred Nebelin (de). (= Akten zur Auswärtigen Politik der Bundesrepublik Deutschland, Band 1) Oldenbourg, München 1989,  (ISBN 3-486-55191-4).
- Adenauer und die Hohen Kommissare 1952. Bearbeitet von Frank-Lothar Kroll und Manfred Nebelin. (= Akten zur Auswärtigen Politik der Bundesrepublik Deutschland, Band 2) Oldenbourg, München 1990,  (ISBN 3-486-55201-5).
- Friedrich Wilhelm IV. Die Königin von Borneo. Ein Roman. Herausgegeben von Frank-Lothar Kroll. Nicolai, Berlin 1997,  (ISBN 3-87584-638-9).
- Heinrich von Brentano. Ein Wegbereiter der europäischen Integration. Oldenbourg, München 2004,  (ISBN 3-486-56820-5) (Herausgeber Roland Koch).
- Werner Bergengruen: Schriftstellerexistenz in der Diktatur. Aufzeichnungen und Reflexionen zu Politik, Geschichte und Kultur 1940–1963. Herausgegeben von Frank-Lothar Kroll, Luise Hackelsberger und Sylvia Taschka. (= Biographische Quellen zur Zeitgeschichte, Band 22) Oldenbourg, München 2005,  (ISBN 3-486-20023-2).
- C. G. Kretschmar: Chemnitz wie es war und wie es ist. Ortbeschreibung und geschichtlicher Abriß der Stadt. Neudruck der Ausgabe Chemnitz 1822. Mit einem Beitrag von Frank-Lothar Kroll. Wagener Edition, Melle 2019,  (ISBN 978-3-937283-21-0).